# Ankole
Ankole je tradiční království na jihozápadě Ugandy, zahrnující distrikty Bushenyi, Ibanda, Isingiro, Kiruhura, Mbarara a Ntungamo, které jsou součástí formální Západní oblasti. Na severu hraničí s královstvím Tóro, na východě s královstvím Bugandou, na západě s územím bývalého distriktu Kigezi, na jihu pak se Rwandou a Tanzanií; ke království však náleží i část Edwardova jezera, kde hraničí také s Demokratickou republikou Kongo. Jeho metropolí je město Mbarara. Zdejší král má titul omugabe.

## Demografie
Jako v celé Ugandě je i zde úředním jazykem angličtina. Jinak se zde hovoří vesměs bantuskými jazyky. Ankole obývá převážně kmen Baňankole hovořící jazykem ruňankole. Mezi další kmeny patří Bakonjo, hovořící jazykem lukonja; a Bakiga, hovořící jazykem rukiga.

## Historický přehled
Království Ankole vzniklo roku 1901 v rámci britského protektorátu Uganda, Brity vnuceným sloučením 11 malých království, kterými byly Nkore, Nshenyi, Rujumbura, Igara, Kajara, Obwera, Rukiga, Buzimba, Buhweju, Kitagwenda a Bunyaruguru, přičemž zde i nadále vládla dynastie vládnoucí v dosavadním království Nkore. Název „Ankole“ vznikl zkomolením názvu původního království Nkore. Baňankolská společnost byla v předkoloniální době rozdělena na menšinové pastevce označované jako Hima a většinové zemědělce označované jako Iru, přičemž pastevci měli privilegované postavení a jen oni směli vlastnit dobytek. Obě skupiny měly oddělenou identitu a mezi příslušníky obou skupin platil zákaz sňatků. K dalším rozdílům patřilo, že pouze Himové mohli být vojáky, čímž se Irum znemožnila možnost vypuknutí povstání. Nakonec však dominance Himů skončila. Roku 1962 vznikla nezávislá Uganda, v jejímž rámci mělo království Ankole do roku 1967 na základě tehdejší ugandské federalistické ústavy omezenou autonomii a bylo součástí formální Západní oblasti. V únoru 1966 provedl tehdejší ugandský předseda vlády Apolo Milton Obote státní převrat, zrušil ústavu a prohlásil se prezidentem. Poté vnutil ugandskému parlamentu schválení nové centralistické ústavy, která začala platit od 8. září 1967. Toho dne bylo království Ankole spolu s ostatními ugandskými královstvími zrušeno, přeměněno v pouhý distrikt centralizované Ugandy a ankolský král Charles Godfrey Rutahaba Gasyonga II. odešel do exilu. V letech 1972-1973 byl distrikt rozdělen na dva distrikty West Ankore a East Ankore, přejmenované roku 1974 na Bushenyi a Mbarara. Roku 1976 pak byla Západní oblast zrušena a oba distrikty se staly součástí nově zřízené Jižní provincie. Roku 1989 pak byla tato provincie zase zrušena a její území začleněno do obnovené Západní oblasti.
Roku 1993 přijala Uganda novou ústavu, která umožnila obnovu tradičních království. Brzy se vrátil z exilu princ Rutashijuka Ntare VI., syn posledního ankolského krále, a 20. listopadu 1993 bylo království Ankole formálně obnoveno, což ale ugandská vláda dosud neuznala. Instituce ankolské kmenové monarchie je však kvůli svojí někdejší "kastovní" minulosti v baňankolské společnosti velice kontroverzní a tak nebyl ankolský princ v roce 1993 dosazen na zdejší trůn. Ankolští obyvatelé jsou kvůli této minulosti rozděleni na dvě skupiny, z nichž si jedna přeje dosazení prince na trůn a tím i plnou obnovu Ankolského království, zatímco je druhá skupina proti. V roce 1993 vznikl vyčleněním části území distriktů Bushenyi a Mbarara, nový distrikt Ntungamo.